# Faeze Hášemí Rafsandžání
Faeze Hášemí Rafsandžání (persky: فائزه هاشمی رفسنجانی; nar. 7. ledna 1963) je íránská politička, politická aktivistka, bojovnice za rovnoprávnost žen a žurnalistka.
Pochází z rodiny zesnulého íránského prezidenta Akbara Hášemí Rafsandžání a jeho manželky Effat Maraší. Vystudovala práva na univerzitě v Teheránu a humanitní vědy na univerzitě v Birminghamu.
V roce 1990 založila časopis Zan (persky Žena) a začala v něm publikovat články o rovnoprávnosti žen s muži v Íránu. Dovolávala se podpory íránské císařovny Farah Páhlaví
Do parlamentu byla zvolena v době politického nástupu svého otce a od roku 1997 jeho prezidentského úřadu. Po jeho smrti
V roce 2012 byla odsouzena za nepřátelskou politickou propagandu a půl roku vězněna ve věznici Evín v Teheránu.
Faeze Hášemí Rasanžání je současnosti opět jedním z nejkritičtějších odpůrců režimu Islámské republiky. Celkem čtyřikrát byla zatčena.
- V roce 2020 vyzvala ajatolláha Alí Chameneího k rezignaci. V roce 2021 ho vyzvala k dialogu, něčemu nemyslitelného v režimu, v němž se nejvyšší představitel země veřejného politického života vůbec neúčastní.

- V dubnu 2021 ve veřejné diskusi vyzvala k bojkotu prezidentských voleb. Prohlásila, že již nevěří v islámskou republiku ani žádnou náboženskou vládu. Připomněla také, že během nepokojů v zemi v letech 2017, 2018 a 2019 demonstranti nevolali po „smrti Ameriky“, jak oficiální propaganda tvrdila, ale kritizovali vedení země.

- 11. května 2022 byla znovu předvolána k trestnímu stíhání kvůli kritickým glosám o proroku Mohamedovi a jeho manžece Chadídže, a také kvůli podpoře amerických sankcí proti Íránu. 55 000 lidí podepsalo petici vyzývající úřady, aby byla odsouzena do vězení. Poté byla oficiálně předvolána k soudu a 3. července 2022 byla obviněna z propagandistické činnosti proti zemi a z rouhání.

- Koncem září 2022 byla během protestů žen proti nošení hidžábu znovu zatčena.